# Čang Lin
Čang Lin (* 6. ledna 1987 Peking) je čínský plavec a světový rekordman, který se specializuje na střední až dlouhé disciplíny ve volném způsobu.

## Kariéra
S plaváním začal v šesti letech. Do čínské reprezentace se dostal v roce 2002. Na Mistrovství světa 2003 byl jediným čínským plavcem mezi muži, který se dostal do finále, skončil na osmém místě. V roce 2005 překonal čínský rekord na 400 m volný způsob.
Na Olympijských hrách 2008 získal stříbrnou medaili na 400 m volný způsob za čas 3:42,44. Dohmátl o 0,58 s za vítězným Korejcem Tae-Hwanem Parkem. Čangův čas znamenal třetí čas historie a největší úspěch čínského mužského plavání všech dob.
Na Mistrovství světa 2009, které hostil italský Řím získal Lin bronz na 400 m volný způsob v čase 3:41,35 a zlato na 800 m VZ za čas 7:32,12, čímž ustanovil nový světový rekord.
Jeho trenéry jsou Čang Ja-tung a Čchen Jing-chung. Také je trénován Australanem Denisem Cotterellem (od konce roku 2007), což je bývalý trenér světového rekordmana Granta Hacketta.

## Největší úspěchy
- Mistrovství světa 2005 - 6. místo 1500m volný způsob
- Národní hry - 1. místo 200,400,1500 volný způsob
- Mistrovství světa 2007 - 6. místo 200m volný způsob
- Olympijské hry 2008 - 2. místo 400m volný způsob
- Mistrovství světa 2009 - 1. místo 800m volný způsob a 3. místo 400m volný způsob